# Волгограднефтемаш

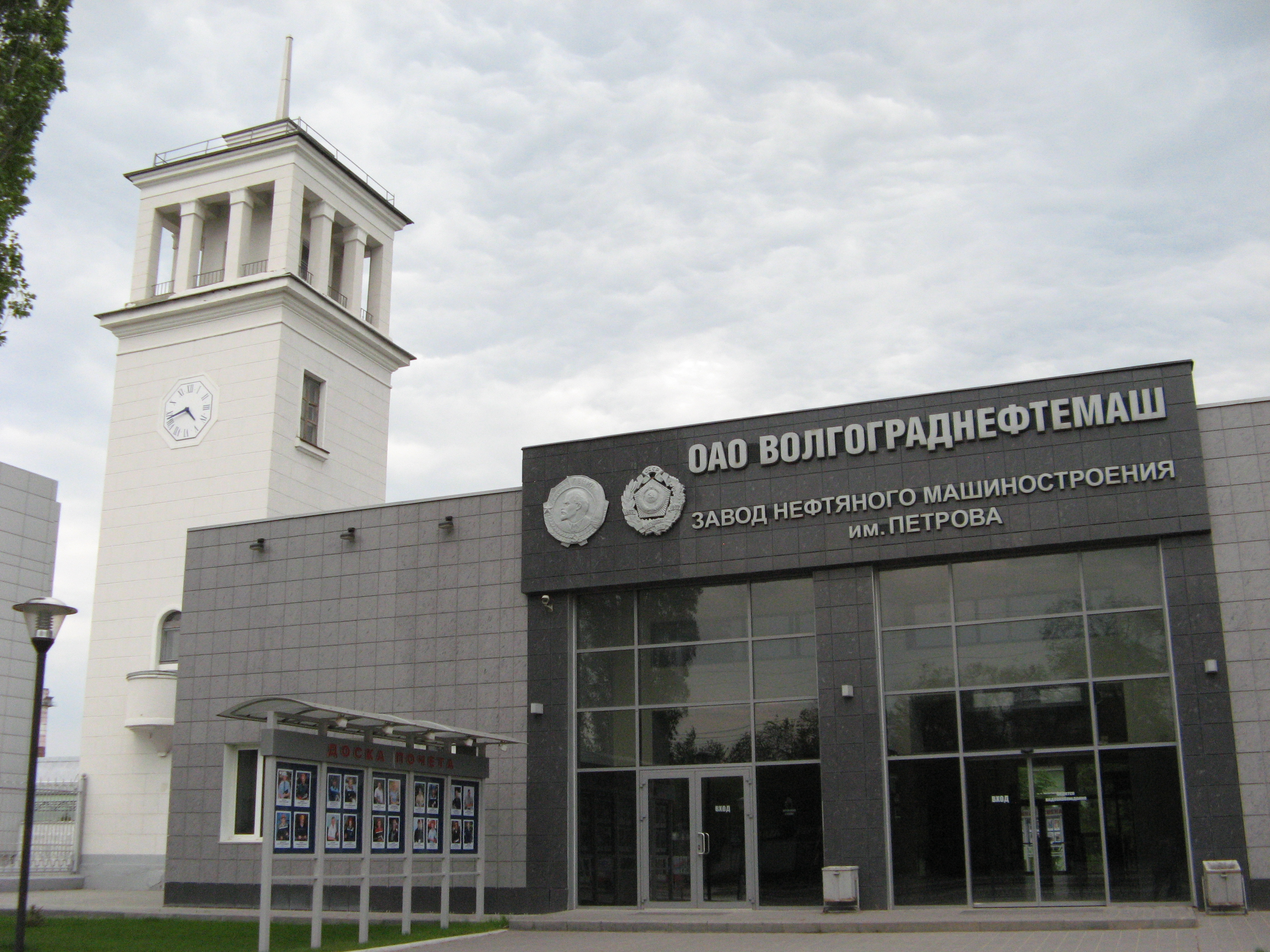
Центральная проходная завода

ОАО «Волгограднефтемаш» — один из крупнейших в России производителей нефтегазового оборудования. Одно из ведущих предприятий Волгоградской области.
В состав акционерного общества входит Волгоградский завод нефтяного машиностроения им. Петрова и Котельниковский арматурный завод (г. Котельниково).

## История
Предприятие основано в сентябре 1941 году.  Во время боевых действий у стен города коллектив завода участвовал в строительстве оборонительных рубежей, изготавливал бронеколпаки для устройства дотов и дзотов. В 1946 году предприятием была выпущена первая продукция — 518 т аппаратуры для переработки нефти и газа.
За время своего существования завод провел три реконструкции, направленные на повышение технического и технологического уровня, наращивание объемов производства. Изготовлено и поставлено около 86 тыс. единиц оборудования общим весом более 1 млн. тонн, в том числе нефтегазоперерабатывающего оборудования (реакторное, колонное, теплообменное, емкостное и др.) — 12 тыс.ед.; нефтегазовой арматуры (шаровые краны, обратные затворы, КРУ) — 44 тыс. ед.; насосов — 28,5 тыс.ед.
За большой вклад в развитие отечественной нефтегазовой промышленности коллектив предприятия был удостоен высшей награды СССР — ордена Ленина.
В 2013 году компания получила лицензию на изготовление оборудования для ядерных установок. В 2022 году лицензия была расширена, компания получила также право конструирования таких установок.
22 декабря 2015 г компания включена в санкционный список США. Хотя группа компаний "Стройгазмонтаж", куда входит «Волгограднефтемаш», находится под санкциями США с 28 апреля 2014 г.
В 2022 году компания получила расширенную версию лицензии на изготовление ядерных установок (выданной в 2013 году), а также лицензию на конструирование оборудования для ядерных установок.

## Собственники и руководство
C 1991 до 2008 года ОАО «Волгограднефтемаш» принадлежал ОАО «Газпром». С 2008 г. входит в состав Группы компаний «СГМ», принадлежащей Аркадию Романовичу Ротенбергу.

## Экология
Предприятие является одним из основных загрязнителей атмосферного воздуха в Волгоградской области.

## Награды
В 1966 году предприятие получило Орден Ленина за успешное выполнение плана производства и внедрение крупноблочного метода изготовления. В 1972 году — Знак Почета СССР.